# Armenien vid världsmästerskapen i friidrott 2022
Armenien tävlade vid världsmästerskapen i friidrott 2022 i Eugene i USA mellan den 15 och 24 juli 2022. Armenien hade en trupp på en idrottare.

## Resultat
Gång- och löpgrenar
| Idrottare         | Gren                  | Försöksheat | Försöksheat | Semifinal        | Semifinal        | Final            | Final            |
| Idrottare         | Gren                  | Resultat    | Placering   | Resultat         | Placering        | Resultat         | Placering        |
| ----------------- | --------------------- | ----------- | ----------- | ---------------- | ---------------- | ---------------- | ---------------- |
| Yervand Mkrtchyan | Herrarnas 1 500 meter | 3.42,37     | 39          | Gick inte vidare | Gick inte vidare | Gick inte vidare | Gick inte vidare |